# 筒井道隆
筒井 道隆（つつい みちたか、1971年3月31日 - ）は、日本の俳優。東京都調布市出身。舞プロモーション所属。父は風間健。

## 来歴
1971年3月31日、キックボクシングの東洋ミドル級チャンピオンで俳優の風間健の長男として生まれる。
堀越高等学校卒業後すぐに芸能事務所に所属し、その後ほどなく映画出演の仕事が舞い込む。その作品がデビュー作の映画『バタアシ金魚』（1990年）である。
20歳代は、『二十歳の約束』への出演を皮切りに『あすなろ白書』や『君といた夏』などの恋愛ドラマで主演して脚光を浴びる。一部からは、「トレンディドラマを代表する俳優の1人」「トレンディ俳優の1人」と評された。当時はアイドル的な人気を博したため、若い女性向け雑誌のインタビューやグラビアなどにもたびたび登場した。
20代半ばで『王様のレストラン』などの三谷幸喜脚本作品に起用されると、作品自体がヒットしたことで「頼りないが憎めないお人好し」という役柄も得て、コメディー路線も確率した。
その後テレビドラマでは警察もの（『ボーダー』、『ゴンゾウ』、『警視庁継続捜査班』など）でのトラウマを持った人物の心理を表現した。
映画では『KT』での自らのルーツに戸惑う韓国人ボディガード、『俺は、君のためにこそ死ににいく』での望まない戦争に身を投じる特攻兵などの厚みのある演技を見せる。その反面、デビュー作『バタアシ金魚』や映画『ブレス・レス』では恋に突っ走る明るい役柄も演じている。
2013年8月、世界的にも過酷な自転車レースとして知られる「オートルート・アルプス」の大会に3人組の「Team TAUGE Japan」（チーム・トーゲ・ジャパン）の一員として出場し、同大会における日本人初の完走者となった（筒井個人としては、男子完走449選手の内368位）。
2020年のドラマ『半沢直樹』においては、それまでの「好青年イメージ」を大きく覆す悪徳弁護士役を見事に演じ切り、SNS上などで反響を呼んだ。

## 人物

### 厳しい父との生活
子供の頃から、武道家である父親から「何事も死ぬ気でやらなければいけない」と厳しく育てられた。毎朝4時や5時に叩き起こされ、走らされた後筋トレをし、家の中と庭の掃除をしてから登校していた。運動自体は好きだったが、父親に怒られることはあっても笑い合うような会話は全然なく、家では苦痛を感じながら生活していた。
このような親子関係はその後も続き、高校生時代は反抗期を迎える機会もなかったという。役者デビューのきっかけは、高校卒業直前に俳優業も行っていた父親から「（芸能事務所の関係者にスカウトされていた）役者になるか、自衛隊に入るかどちらかを選べ」と言われたため。それまで本人は、デパートにでも就職するつもりだったと語っている。
その他のプライベートはあまり語られる機会はないが、年少の頃に妹とスタジオジブリ映画『火垂るの墓』を観て号泣したエピソードを語ったことがあり、妹の存在は明らかになっている。

### 俳優デビュー後
先述の父の「何事も死ぬ気で」という考えが影響し、若い頃は「とにかく与えられた仕事を命懸けでやる」との思いで取り組んだ。同時に「自分ごときが仕事を選べる立場じゃない」と思っていたため、周りからの指示や要望を受け入れていた。
しかしその後ある作品で出演を後悔することがあり、「中途半端な覚悟で仕事をするのは相手にも失礼」との考えが生まれた。このため30代半ば頃から、事務所に相談をした上でやりたくない仕事は前もって断り、自分の意見も告げるようになった。
当初舞台出演には興味がなかったが、三谷幸喜脚本の『王様のレストラン』への出演や、三谷の舞台を観劇したことがきっかけで、1990年代半ばから舞台に出演するようになった。また、三谷作品やその常連俳優たちのコメディ演技に刺激を受けて、人を笑わせる芝居の楽しさも知っていった。

### 自転車、ロードレース
子供の頃から運動好きだったことや、小学生の頃に日本でスポーツ自転車のロードマンが流行ったこともあり、自転車で長距離を走ることが好きになった。小学生と中学生の頃にそれぞれ父親から1万円の旅費をもらい、東京の自宅から名古屋にある祖母宅まで(片道約350kmの道のりで、国道1号線を走り箱根越えするルートだった)を一日半かけて一人で自転車で往復したことがある。
役者デビュー後から仕事場に行く時に自転車を利用していたが、ある時知人から誘われたことをきっかけにロードレーサーに乗り始める。その後ヒルクライムレースに出場したり、“激坂”として知られる「ふじあざみライン」で走るのも好きになる。
このことから自転車・バイク関連の雑誌インタビュー・表紙に登場することも多く、レース出場にも意欲的である。出場した大会の一例として、先述の2013年の『オートルート・アルプス』や、2016年のハワイ・オアフ島で開かれたホノルル・センチュリーライドなどがある。
本人は自転車の魅力について、「買い物に行く時には気軽に乗れて、遠くまで行けばいい運動にもなる。他の乗り物に比べて置き場所にも困らないし維持費も安い。かと思ったらツール・ド・フランスのようなハイレベルなレースもあって、幅が広いです」と語っている。

### その他
- 「道隆」という名前は父が少林寺拳法の修練後に開祖宗道臣から授与された僧名「道隆（どうりゅう）」をそのまま名付けられたもので、元々は四国八十八箇所の道隆寺（香川県多度津町少林寺拳法本部の近隣）に由来する。2008年4月14日・21日放送のNHK『鶴瓶の家族に乾杯』に出演し、その「道隆寺」に赴いた。
- 身長180cm、体重64kg。B96、W73、H89。足のサイズ27.0cm[1]。
- 免許は、普通自動車、大型自動二輪を所有[1]。
- 趣味は自転車、歴史、社会[1]、バイク。2019年頃に「今あるニュースを冷静に判断するには歴史を知らなければ」との思いから、歴史や哲学を学び始めた[8]。
- 酒は、飲まない[8]（体質的に飲めないのかは不明）。
- ボーッとしているのが好きなため、ロケ撮影の空き時間では周りの自然を見てボーッと過ごすことが多い[8]。
- 作家であり俳優でもある筒井康隆とは、一字違いの似た名前だが、何ら関係なし。
- 実生活において筒井本人が理想とする男性像は、「心の強い人」であるとインタビューで語っている[10]。

## 受賞歴
- 第64回キネマ旬報ベスト・テン新人男優賞（バタアシ金魚）
- 第14回日本アカデミー賞新人俳優賞（バタアシ金魚）[11]
- 第7回高崎映画祭最優秀助演男優賞（[[きらきらひかる]]）
- 第20回〈1993年〉放送文化基金賞 個別分野 出演者賞（松本清張一周忌特別企画・或る「小倉日記」伝での演技に対して）

## 出演

### テレビドラマ

#### NHK
- 水曜ドラマ（総合）
  - 愛されてますかお父さん（1990年）
  - 家へおいでよ（1996年）
- 大河ドラマ（総合）
  - 太平記（1991年） - 足利直冬
  - 新選組!（2004年） - 松平容保
  - 功名が辻（2006年） - 竹中半兵衛
- 連続テレビ小説（総合）
  - かりん（1993年） - 田上渉
  - 私の青空（2000年） - 村井健人
- 月曜ドラマシリーズ 私の青空2002（2002年、総合） - 村井健人
- NHK正月時代劇（総合）
  - 上杉鷹山-二百年前の行政改革-（1998年） - 上杉鷹山
  - 新選組!! 土方歳三 最期の一日（2006年） - 松平容保
- 天使のマラソンシューズ（2000年、総合）
- つま恋（2001年、総合） - 山崎
- 百年の恋（2003年、総合） - 主演・岸田真一
- 川、いつか海へ 6つの愛の物語（2003年、総合） - 島田進
- 窓を開けたら（2003年、総合） - 三沢教師
- 再生の町（2009年、総合） - 主演・高岡駿馬
- 神様の女房（2011年、総合） - 松下幸之助
- BSプレミアム
  - アイアングランマ第1話 - 第2話（2015年） - 高梨洋一朗
  - 隠れ菊（2016年） - 笠井
  - 龍馬 最後の30日（2017年） - 松平春嶽
  - 花嵐の剣士〜幕末を生きた女剣士・中澤琴〜（2017年）- 中澤貞祗[12]
  - 歪んだ波紋（2019年） - 桐野弘[13]
- そろばん侍 風の市兵衛（2018年、総合） - 片岡信正

#### 日本テレビ系
- ボーダー 犯罪心理捜査ファイル（1999年） - 辻良介
- 億万長者と結婚する方法（2000年） - 佐山冬馬

#### テレビ朝日系
- 密使（1995年） - 灘健吉
- 玉蘭（2007年） - 松村行生
- ゴンゾウ 伝説の刑事（2008年） - 佐久間静一
- 警視庁継続捜査班（2010年） - 矢吹慎一
- ママが生きた証（2014年） - 山下信彦
- ハゲタカ（2018年） - 諸星恒平
- 白い巨塔（2019年） ‐ 菊川昇
- 24 JAPAN（2020年） - 朝倉遥平[14]
- グレイトギフト（2024年） - 本坊巧 役[15]

#### TBS系
- 東芝日曜劇場「除雪車より愛をこめて」（1993年、北海道放送）
- 丘の上の向日葵（1993年） - 矢部肇
- 松本清張一周忌特別企画・或る「小倉日記」伝（1993年） - 主演・村上耕造
- 21歳の別離〜中堀由希子・白血病とのたたかいに青春をかけて〜（1994年） - 辻井重吉
- 僕が彼女に、借金をした理由。（1994年） - 海老原直
- 向田邦子終戦特別企画「いつか見た青い空」（1995年） - 雨宮浩一
- 桜散る日に（1995年） - 主演・最上陸朗
- 織田信長 天下を取ったバカ（1998年） - 織田信行
- Around40〜注文の多いオンナたち〜（2008年） - 大橋貞夫
- 記憶の海（2010年） - 主演・ヒロタマナブ
- 集団左遷!!（2019年） - 丸橋太郎
- 半沢直樹（2020年版）第5話 - 最終話 - 乃原正太[16][17]

#### テレビ東京系
- D&D〜医者と刑事の捜査線〜（2024年） - 井上春樹 役[18]

#### フジテレビ系
- 1970 ぼくたちの青春（1991年） - 番長
- 二十歳の約束（1992年） - 藤村旭
- 東京ラブストーリー特別編（1993年） - 大滝新太郎
- あすなろ白書（1993年） - 主演・掛居保
- 君といた夏（1994年） - 主演・入江耕平
- 王様のレストラン（1995年） - 原田禄郎
  - 王様のレストラン それはまた別の話スペシャル（1995年）
- 5日間の天使（1995年） - 瀬島俊介
- 料理人豪太が行く、京おせちは恋の味（1995年）
- 明日はだいじょうぶ（1996年） - 主演・小林元気
- こんな私に誰がした（1996年） - 主演・北村大地
- 3番テーブルの客 第17回（1997年）
- 総理と呼ばないで（1997年） - 内閣官房長官
- けろりの道頓 秀吉と女を争った男（1999年、関西テレビ） - 安井九兵衛
- 壁ぎわ税務官（2001年） - 石上正直
- サザエさんシリーズ - フグ田マスオ
  - サザエさん（2009年）
  - サザエさん2（2010年）
  - サザエさん3（2011年）
  - サザエさん4（2013年）
- 花の鎖（2013年） - 高野和弥
- リテイク 時をかける想い（2016年、東海テレビ） - 主演・新谷真治
- ミステリと言う勿れ（2022年）青砥成昭
  - ミステリと言う勿れ 特別編（2023年）[19]
- 風間公親-教場0- 第6話 （2023年） - 向坂善紀[20]
- あなたを奪ったその日から（2025年） - 望月耕輔[21]

#### WOWOW
- 罪人の嘘（2014年） - 工藤一路
- 海に降る（2015年） - 神尾宏 [22]
- コールドケース 〜真実の扉〜（2016年） - 西尾智人
- 邪神の天秤 公安分析班（2022年2月13日 - ）- 佐久間一弘 役

### 映画
- バタアシ金魚（1990年） - 主演・カオル ※デビュー作
- 東方見聞録（1991年） - 万次郎
- 真夏の地球（1991年） - 大井順慶
- 超少女REIKO（1991年）- 朝倉
- きらきらひかる（1992年） - 藤島紺
- ベル・エポック（1998年） - 音無一徳
- 死国（1999年） - 秋沢文也
- 洗濯機は俺にまかせろ（1999年） - 主演・木崎敏郎
- ボクの、おじさん（2000年） - 主演・川口浩二
- KT（2002年） - 金甲寿
- ブレス・レス（2006年） - 主演・橘徹
- 悲しき天使（2006年） - 関川慎二
- 俺は、君のためにこそ死ににいく（2007年） - 田端絋一
- 歓喜の歌（2008年） - リフォーム太田の客
- BALLAD 名もなき恋のうた（2009年）
- 映画 妖怪人間ベム（2012年） - 上野達彦
- 遺体 明日への十日間（2013年） - 平賀大輔
- 魔女の宅急便（2014年） - オキノ
- 深夜食堂（2015年） - 大石謙三
- 64（ロクヨン）前編・後編（2016年） - ロクヨン捜査班・柿沼 役
- 聖の青春（2016年）- 橋口陽二 [23]
- ママレード・ボーイ（2018年4月27日公開）‐ 小石川仁 [24]
- 洗骨（2019年2月9日公開） - 新城剛 役
- パラレルワールド・ラブストーリー（2019年5月31日公開） - 小山内譲 役
- サヨナラまでの30分（2020年1月24日） - 窪田修一　役
- さんかく窓の外側は夜（2021年1月22日公開、松竹） - 石黒哲哉 役
- ミステリと言う勿れ（2023年9月15日公開） - 青砥成昭 役[25]
- 法廷遊戯（2023年11月10日公開） - 佐久間悟 役[26]

### 舞台
- 夢の海賊（1996年）
- 昭和歌謡大全集（1997年）
- メランコリー・ベイビー（2000年）
- 恋愛戯曲（2001年、第三舞台）
- 彦馬がゆく（2002年）
- ファウスト（2004年）
- Voice of the earth 2005
- 砂の上の植物群（2005年）
- もとの黙阿弥 浅草七軒町界隈（2005年）
- 12人の優しい日本人（2005年）
- 書く女（2006年）
- グッドラック、ハリウッド（2007年）
- ア・ラ・カルト 役者と音楽家のいるレストラン（2007年）
- 大川わたり（2008年、明治座）
- 十二人の怒れる男（2009年）
- オーデュボンの祈り（2011年9月30日 - 10月20日、パブリックシアター）
- 彼女の言うことには。（2012年4月15日 - 5月6日、渋谷パルコ劇場）
- 遠い夏のゴッホ（2013年2月3日 - 24日、赤坂ACTシアター・3月7日 - 10日、大阪・新歌舞伎座） - アムンゼン
- ラヴ・レターズ（2019年10月11日 – 12日 EXシアター六本木、10月19日 森ノ宮ピロティホール）

### 劇場アニメ
- 百日紅 〜Miss HOKUSAI〜（2015年）- 岩窪初五郎 [27]

### ドキュメンタリー
- 筒井道隆 ヒマラヤをゆく（1994年、フジテレビ系）
- 聖インダス大巡礼 インダス川2900km全走破（2000年、テレビ朝日系）
- 筒井道隆のアラスカ冒険旅行（2003年3月9日、テレビ朝日系）
- 最後の言葉 作家 重松清が見つめた戦争（2003年8月15日、NHK BS1） - 詩の朗読
- 徹底分解伝説のレーシングバイク・世界最小6気筒エンジンのすべて（2005年、NHK BShi）
- 土曜エンタ!『カエサルの遺伝子 ローマ人の物語への旅』（2007年、WOWOW）
- ふるさと発スペシャル−ふるさとから、あなたへ−あいたい「初夏の大山 風を感じて」（2010年、NHK）
- 世界自転車探検部・ベトナムの旅 筒井道隆（2013年12月20日、NHK BS1）

### ナレーション
- 世界の海岸（1999年、TBS）
- ドキュメンタリー人間劇場「はだかの新米先生」（1999年、テレビ東京）
- BSスペシャル「あこがれのあの人に会いたい」（1999年、NHK BS）
- 素敵な宇宙船地球号「病める富士を救え」（2001年、テレビ朝日）
- ALASKA〜風のような物語〜 星野道夫（2003年）
- 北九州スペシャル「ここでやり直そう 〜北九州・非行少年を支えるガソリンスタンド〜」（2011年、NHK北九州）
- 地方発ドキュメンタリー「突きつけられたゲンジツ希望退職711人の労働移動」（2013年 NHK総合）

### その他のテレビ番組
- 第44回NHK紅白歌合戦（1993年12月31日、NHK総合・ラジオ第1） - 審査員
- カーグラフィックTV（2004年、BS朝日）
- チャリダー★（2014年、NHK BS1） - レポーター

### CM
- 大塚製薬 カロリーメイト
- キリン ラガービール、淡麗 グリーンラベル
- トヨタ カローラセレス
- 中外製薬 グロンサン「屋根のある空」 - 高原仁
- 日立 パソコン、ファクシミリ
- ミツカン 味ぽん
- 三菱銀行（現：三菱UFJ銀行）
- モランボン 焼肉のたれ ジャン - ナレーション
- ローソン
- あんしん財団